# 大牟田市立明治小学校
大牟田市立明治小学校（おおむたしりつ めいじしょうがっこう）は、福岡県大牟田市に所在する公立小学校。

## 概要
歴史
1906年（明治39年）「第三大牟田尋常小学校」として創立。現校名となったのは1950年（昭和25年）。2026年（令和8年）には創立120周年を迎える。
地理
敷地内には1934年（昭和9年）に建てられた滑り台が今も置かれている。学区内には有明臨海工業地帯があるほか、大牟田市の中心市街地でもある新栄町も含まれる。学区を有明海沿岸道路などが縦断している。
校章
左右に羽を広げる鳥の絵を背景にして、中央に校名の「明治小」の文字（縦書き）を配している。
校歌
1969年（昭和44年）制定。作詞は境忠一、作曲は武末弘之による。歌詞は3番まであり、各番の歌詞中に校名の「明治小学校」が登場する。
通学区域
「新栄町、明治町一～三丁目、北磯町、中町一・二丁目、健老町、天神町、浜町、新開町、恵比須町、城町一・二丁目、大黒町一～四丁目、椿黒町（鹿児島本線・西鉄天神大牟田線以西）」の地域。中学校区は大牟田市立白光中学校。

## 沿革
- 1906年（明治39年）6月 - 「三池郡第三大牟田尋常小学校」として創立。木造平屋建て8教室が完成。
- 1917年（大正6年）3月 - 市制施行により、「大牟田市第三大牟田尋常小学校」と改称。
- 1941年（昭和16年）4月1日 - 国民学校令施行により、「大牟田市第三国民学校」と改称。
- 1945年（昭和20年）7月 - 戦災により、全校舎および重要書類を焼失。
- 1947年（昭和22年）4月1日 - 学制改革（六・三制の実施）により、	「大牟田市立第三小学校」と改称。
- 1950年（昭和25年）4月1日 -「大牟田市立明治小学校」（現校名）に改称。
- 1957年（昭和32年）5月 - 創立50周年記念式典を挙行。記念館（図書室）が完成。
- 1969年（昭和44年）
  - 3月	- 体育館が完成。
  - 11月	- 校歌を制定。
- 1980年（昭和55年）6月 - 新校舎が完成。
- 1993年（平成5年）3月 - 小・中交流会を開始。
- 1995年（平成7年）11月	- コンピュータ室が完成。
- 2000年（平成12年）4月	- 屋内体育館の増改築が完了。
- 2002年（平成14年）4月	- 学校評議員制度を導入。
- 2012年（平成24年）1月	- ユネスコスクールに加盟。
- 2016年（平成28年）1月	- 校舎の耐震工事が完了。
- 2019年（平成31年）1月	- 体育館の改装工事が完了。

## 交通
最寄りの鉄道駅
- 西鉄 天神大牟田線 「新栄町駅」より徒歩10分

## 周辺
- 西鉄天神大牟田線 - 新栄町駅
- 大牟田共立病院
- 明治幼稚園
- 明治第一公園
- 円通寺
- 生目神社